# Binance
Binance è una società che gestisce una piattaforma di scambio di criptovalute, fondata nel 2017. A maggio 2021 era il mercato di beni digitali più grande del mondo in termini di volume di scambi.
Il fondatore della società è Changpeng Zhao, noto come "CZ", uno sviluppatore cinese che in precedenza aveva sviluppato un software di negoziazioni ad alta frequenza. Inizialmente la sede di Binance si trovava in Cina, ma in seguito venne spostata dal Paese a causa dell'incremento delle restrizioni sulle criptovalute.
Nel luglio 2021, la CONSOB ha diffuso una nota in cui spiega che le società del «Gruppo Binance» non sono autorizzate a prestare servizi e attività di investimento in Italia, mentre Binance ha risposto che non opera in alcun luogo specifico dato che è «decentralizzata e lavora con una serie di entità regolamentate in tutto il mondo». Tuttavia, nel maggio 2022, Binance ha ottenuto l'approvazione normativa in Italia, consentendo alla società di fornire servizi di asset digitali nel Paese.

## Storia
Binance venne fondata nel 2017 in Cina da Changpeng Zhao, sviluppatore cinese che precedentemente aveva fondato Fusion System e aveva fatto parte del team di Blockchain.com. La società spostò i suoi server e le sue sedi fuori dalla Cina e dal Giappone prima che il governo cinese, a settembre dello stesso anno, vietasse le piattaforme di scambio di beni digitali. A marzo 2018 la compagnia subì un nuovo spostamento, questa volta a Taiwan.
Da gennaio 2018 Binance è la piattaforma con volume di scambio più alto tra gli exchange di criptovalute, pari a 1,3 miliardi di dollari. Una delle maggiori concorrenti è Coinbase, società quotata in borsa nel 2021. A marzo, la società annunciò la sua intenzione di aprire un ufficio a Malta dopo l'introduzione di regolamenti più severi in Giappone e Cina.
A settembre 2019 vennero resi disponibili dei contratti futures perpetui, consentendo l'applicazione di una leva fino a 125 volte il valore del contratto.
Nel giugno 2021 il trading di Binance arrivò a 668 miliardi di dollari, decuplicando i risultati di luglio 2020.

## Criptovalute
Nel corso della sua storia, la compagnia ha lanciato la sua criptovaluta, il Binance Coin (BNB), messo nel mercato a giugno 2017. Inoltre, nel settembre 2020 ha lanciato la Binance Smart Chain (BSC). Nel 2021, il BNB è la terza criptovaluta per capitalizzazione di mercato.
Binance permette ai propri utenti di pagare le commissioni relative a ogni transazione utilizzando il BNB, e utilizza i profitti per riacquistare e distruggere quest'ultimo, in modo da aumentarne il valore limitandone l'offerta.
Da aprile 2025, per conformarsi al nuovo regolamento MiCA della UE, le stablecoin non conformi non saranno più utilizzabili (in particolare verrà eliminata nel mercato europeo la più utilizzata, la USDT).

## Sponsorizzazioni
Binance è presente anche nell'ambito della sponsorizzazione sportiva, come nel calcio, diventando main jersey sponsor della S.S. Lazio dall'ottobre 2021 con accordo pluriennale, oltre che sponsor della nazionale argentina dal maggio 2022.
Anche nel mondo della Formula 1 il brand cinese è presente avendo sottoscritto una partnership con il team francese BWT Alpine F1 Team.

## Controversie
A maggio del 2021 la società è stata iscritta nel registro degli indagati dalle autorità USA per riciclaggio a causa di presunti deboli controlli sui suoi clienti.
Il fatto che Binance sia un'entità operante su Internet e operi su una serie di asset decentralizzati non assegna alle sue attività una sede vera e propria e questo fa in modo che non sia chiaro quali licenze debba possedere e se debba seguire legislazioni e di quali nazioni.
Nel marzo 2024, le autorità nigeriane hanno presentato una denuncia per evasione fiscale contro due dirigenti di Binance, accusati di aver favorito la speculazione sulla valuta nigeriana, la naira.